# Hexafluorophosphate de tétrabutylammonium
L'hexafluorophosphate de tétrabutylammonium est un composé chimique de formule NBu4PF6. Il se présente sous la forme d'une poudre blanche cristallisée utilisée comme électrolyte en électrochimie non aqueuse. Il est très soluble dans les solvants organiques polaires comme l'acétone et l'acétonitrile.

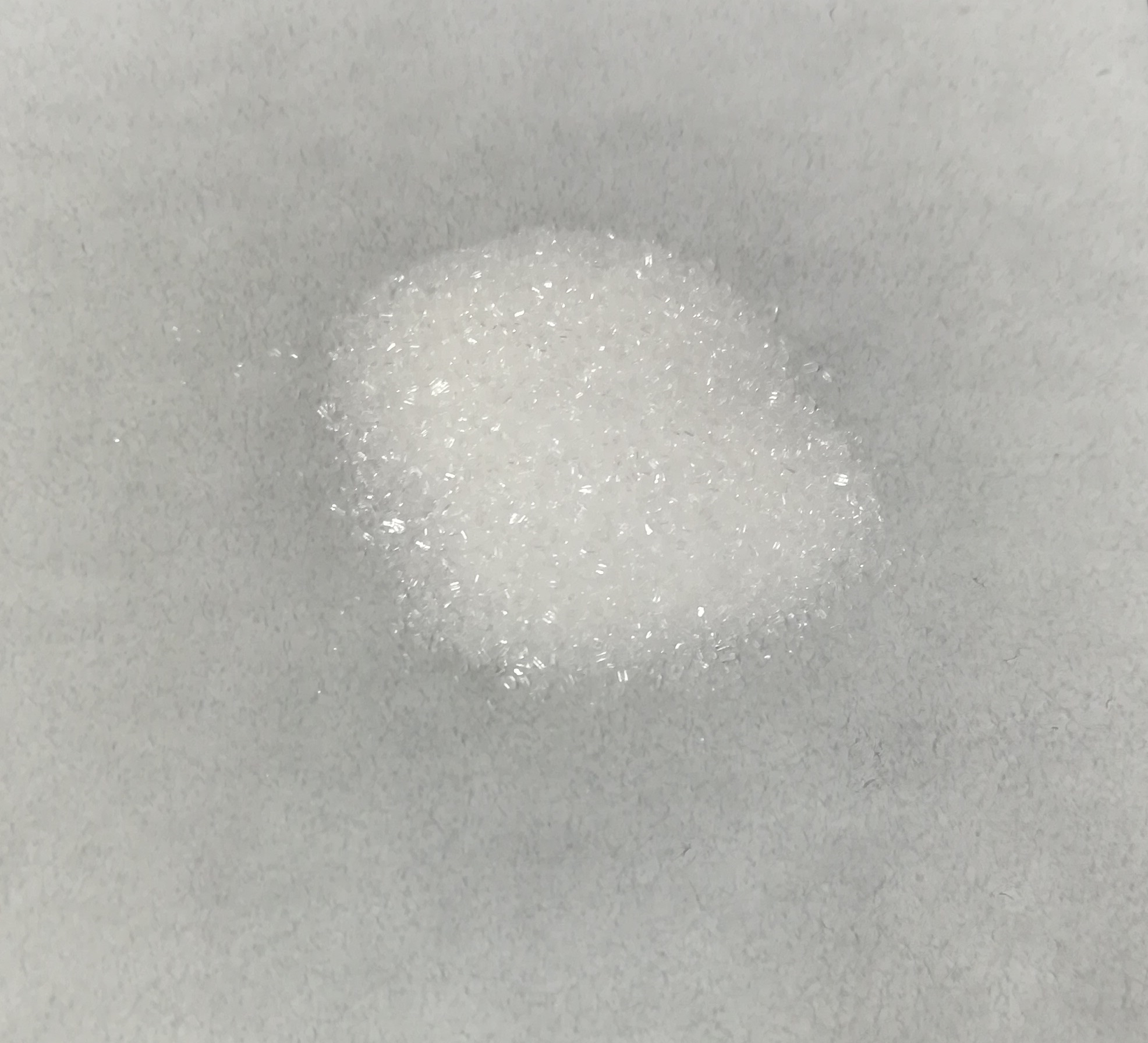
Apparence du.

Cette espèce chimique est plutôt inerte, ce qui permet d'utiliser ce sel comme électrolyte dans une large gamme de potentiels. Étant donné la sensibilité des expériences d'électrochimie, l'hexafluorophosphate de tétrabutylammonium est généralement purifié par recristallisation dans l'éthanol pur ou dilué.